# Fiat 850
Fiat 850 — небольшой заднемоторный, заднеприводной автомобиль, выпускавшийся компанией Fiat с 1964 по 1973 год. По конструкции автомобиль является развитием модели Fiat 600. В процессе разработки для Fiat 600 было придумано кодовое название «Project 100» (Проект 100), и в связи с этим для модели 850 кодовое имя было выбрано 100G (G означает первую букву в слове «grande» — большой). Двигатель автомобиля был похож на двигатель 600 модели, но его объём был увеличен до 843 cc. Автомобиль поставлялся с двумя вариантами двигателей : «normale» (стандартный) мощностью 34 л.с. и «super» мощностью 37 л.с. Максимальная скорость автомобиля была около 125 км/ч.
Хотя конструкция автомобиля не была большим шагом вперед, новый кузов улучшил обзорность и имел более современный дизайн, а 850-кубовый силовой агрегат обеспечил некоторое улучшение динамических качеств.